# 流金歲月 (電影)
《流金歲月》是一部於1988年上映的香港電影。本片改編自亦舒同名小說，由楊凡編劇及執導，鍾楚紅、張曼玉和鶴見辰吾領銜主演。故事圍繞兩名女孩朱鎖鎖及蔣南孫的不同際遇，並描繪二人的友情及成長。導演揚凡為籌措此片開拍資金，1987年把所收藏已故國畫大師張大千所畫的《桃源圖》套現拍賣出187萬港幣。拍出金額在當時刷新張大千本人及中國近代畫拍賣紀錄。

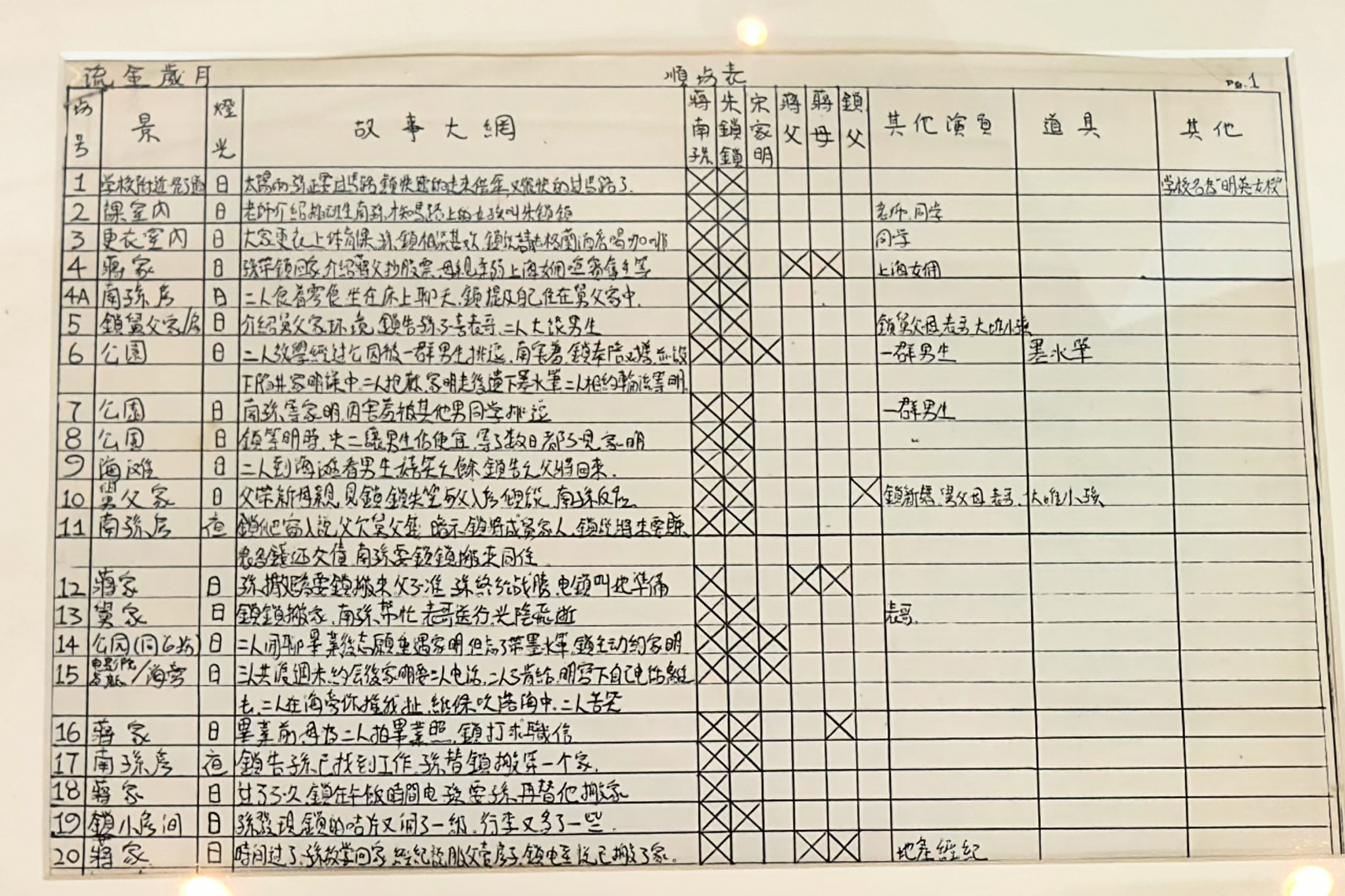
《流金岁月》分镜图

楊凡導演其後將《流金歲月》數碼修復，並於2017年8至9月在百老匯電影中心放映。

## 演員列表
- 張曼玉 飾 蔣南孫 (際遇影射亦舒好友施南生)
- 鍾楚紅 飾 朱鎖鎖
- 鶴見辰吾 飾 宋家明

## 外部連結
- 香港影庫上《流金歲月》的資料（繁體中文）
- 豆瓣电影上《流金歲月》的資料 （简体中文）
- 时光网上《流金歲月》的資料（简体中文）
- 開眼電影網上《流金歲月》的資料（繁體中文）
- 互联网电影数据库（IMDb）上《流金歲月》的资料（英文）